# Mapi Quintana
María del Pilar „Mapi“ Quintana Bellón (* 1980 in Lena) ist eine spanische Jazz- und Weltmusikerin (Gesang, Komposition).

## Leben und Wirken
Quintana stammt aus einer Familie, in der das Singen Raum und Bedeutung hatte. Ihre Großmutter meldete sie mit sechs Jahren zum Klavier- und Solfègeunterricht an. Sie erhielt klassischen Klavierunterricht am Konservatorium von Lena und dann am Konservatorium von Gijón. Daneben sang sie als Jugendliche in verschiedenen Bands. Am Konservatorium von Gijón wurde sie die Solosängerin der Bigband. Im März 2000 legte sie am Konservatorium von Nalón ihre Abschlussprüfung im Fach Klavier (klassisch) ab. Dann studierte sie Jazzgesang am Conservatorium van Amsterdam; nach dem Bachelor 2004 erwarb sie dort zwei Jahre später den Master-Abschluss.
Während ihres Aufenthalts in den Niederlanden spielte Quintana mit Bernie’s Lounge und der Bigband von Konrad Koselleck (My Favorites Sing!, 2010). Weiterhin arbeitete sie mit Blima, Aire und dem Eladio Díaz Folk Ensemble. 2009 veröffentlichte sie ihr erstes Soloalbum, El Sonar de les Semeyes. 2015 brachte sie zusammen mit dem Pianisten Elías García Sánchez das Album Severina heraus, auf dem sie traditionelle Lieder aus Lena interpretierten, die Xosé Ambás entdeckt hatte.
2016 gründete Quintana die Vokaljazzgruppe Femme Fetén mit acht Frauenstimmen. 2018 schuf sie zusammen mit Federico Lechner eine Version der West Side Story. Im Trio mit Michael Lee Wolfe und Jacobo de Miguel entstand das Album Xota pa Tres. 2022 führte sie auf dem Festival Interceltique de Lorient mit einer Bühnenshow ihre Auftragskomposition Música para tornar páxaros auf, die Einflüsse aus Jazz, impressionistischer und traditioneller asturischer Musik verbindet (Album 2023). Mit der von ihr gegründeten Musikgruppe La Maramoniz legte sie 2023 das gleichnamige Album mit asturischer Musik vor.

## Preise und Auszeichnungen
Mit ihrem Album El sonar de les semeyes errang Quintana 2009 den Kritikerpreis von Radio del Principado de Asturias für das beste Album des Jahres. 2013 wurde das Album Severina, das sie mit Elías García aufnahm, für den AMAS-Preis für das beste Folk-Album nominiert.